# Zapasy na Letnich Igrzyskach Olimpijskich 2004 – kategoria do 74 kg w stylu klasycznym
Rywalizacja w wadze do 74 kg mężczyzn w zapasach w stylu klasycznym na Letnich Igrzyskach Olimpijskich 2004 została rozegrana 25 i 26 sierpnia. Zawody odbyły się w hali Ano Liosia Olympic Hall w Ano Liosia.
W zawodach wzięło udział 20 zawodników.

## Klasyfikacja[1]
| Pozycja | Nazwisko                  |
| ------- | ------------------------- |
|         | Aleksandre Dochturiszwili |
|         | Marko Yli-Hannuksela      |
|         | Warteres Samurgaszew      |
| 4       | Reto Bucher               |
| 5       | Danił Chalimow            |
| 6       | Filiberto Ascuy           |
| 7       | Konstantin Schneider      |
| 8       | Tamás Berzicza            |
| 9       | José Alberto Recuero      |
| 10      | Choi Deok-hun             |
| 11      | Saiyinjiya                |
| 12      | Aleksios Kolitsopulos     |
| 13      | Wołodymyr Szaćkych        |
| 14      | Danijar Köbönow           |
| 15      | Alaksandr Kikiniou        |
| 16      | Katsuhiko Nagata          |
| 17      | Vüqar Aslanov             |
| 18      | Radosław Truszkowski      |
| 19      | Jasza Manaszerow          |
| 20      | Mohammad Babulfath        |

## Zasady
Uczestnicy zostali podzielni na grupy. Najlepszy zawodnik awansował do dalszej rywalizacji w rundzie finałowej
- TF – Łopatki
- PP – Na punkty (Pokonany zdobył punkty)
- PO – Na punkty (Pokonany bez punktów)
- PA – Kontuzja
- CP – Punkty
- TP – Punkty techniczne/Czas

## Wyniki[2]

### Grupa 1
| Miejsce | Zawodnik             | Kraj             | W | P | CP | TP |
| ------- | -------------------- | ---------------- | - | - | -- | -- |
| 1       | Filiberto Ascuy      | Kuba             | 2 | 0 | 6  | 12 |
| 2       | Choi Deok-hun        | Korea Południowa | 1 | 1 | 4  | 8  |
| 3       | Radosław Truszkowski | Polska           | 0 | 2 | 1  | 1  |

| Zapaśnik 1           | Zapaśnik 2           | CP  |    | TP  |
| -------------------- | -------------------- | --- | -- | --- |
| Filiberto Ascuy      | Choi Deok-hun        | 3-1 | PP | 6-2 |
| Radosław Truszkowski | Filiberto Ascuy      | 0-3 | PO | 0-6 |
| Choi Deok-hun        | Radosław Truszkowski | 3-1 | PP | 6-1 |

### Grupa 2
| Miejsce | Zawodnik             | Kraj      | W | P | CP | TP |
| ------- | -------------------- | --------- | - | - | -- | -- |
| 1       | Marko Yli-Hannuksela | Finlandia | 2 | 0 | 6  | 7  |
| 2       | Danijar Köbönow      | Kirgistan | 1 | 1 | 3  | 3  |
| 3       | Katsuhiko Nagata     | Japonia   | 0 | 2 | 1  | 2  |

| Zapaśnik 1           | Zapaśnik 2           | CP  |    | TP  |
| -------------------- | -------------------- | --- | -- | --- |
| Katsuhiko Nagata     | Danijar Köbönow      | 1-3 | PP | 2-3 |
| Marko Yli-Hannuksela | Katsuhiko Nagata     | 3-0 | PO | 3-0 |
| Danijar Köbönow      | Marko Yli-Hannuksela | 0-3 | PO | 0-4 |

### Grupa 3
| Miejsce | Zawodnik           | Kraj       | W | P | CP | TP |
| ------- | ------------------ | ---------- | - | - | -- | -- |
| 1       | Reto Bucher        | Szwajcaria | 2 | 0 | 6  | 9  |
| 2       | Saiyinjiya         | Chiny      | 1 | 1 | 4  | 7  |
| 3       | Alaksandr Kikiniou | Białoruś   | 0 | 2 | 2  | 5  |

| Zapaśnik 1         | Zapaśnik 2         | CP  |    | TP  |
| ------------------ | ------------------ | --- | -- | --- |
| Alaksandr Kikiniou | Saiyinjiya         | 1-3 | PP | 3-5 |
| Reto Bucher        | Alaksandr Kikiniou | 3-1 | PP | 3-2 |
| Saiyinjiya         | Reto Bucher        | 1-3 | PP | 2-6 |

### Grupa 4
| Miejsce | Zawodnik             | Kraj       | W | P | CP | TP |
| ------- | -------------------- | ---------- | - | - | -- | -- |
| 1       | Danił Chalimow       | Kazachstan | 2 | 0 | 6  | 11 |
| 2       | José Alberto Recuero | Hiszpania  | 1 | 1 | 5  | 4  |
| 3       | Jasza Manaszerow     | Izrael     | 0 | 2 | 0  | 0  |

| Zapaśnik 1           | Zapaśnik 2           | CP  |    | TP   |
| -------------------- | -------------------- | --- | -- | ---- |
| Danił Chalimow       | Jasza Manaszerow     | 3-0 | PO | 8-0  |
| José Alberto Recuero | Danił Chalimow       | 1-3 | PP | 2-3  |
| Jasza Manaszerow     | José Alberto Recuero | 0-4 | TF | 2:38 |

### Grupa 5
| Miejsce | Zawodnik             | Kraj    | W | P | CP | TP |
| ------- | -------------------- | ------- | - | - | -- | -- |
| 1       | Warteres Samurgaszew | Rosja   | 3 | 0 | 9  | 21 |
| 2       | Konstantin Schneider | Niemcy  | 2 | 1 | 8  | 11 |
| 3       | Wołodymyr Szaćkych   | Ukraina | 1 | 2 | 4  | 0  |
| 4       | Mohammad Babulfath   | Szwecja | 0 | 3 | 0  | 0  |

| Zapaśnik 1           | Zapaśnik 2           | CP  |    | TP   |
| -------------------- | -------------------- | --- | -- | ---- |
| Mohammad Babulfath   | Konstantin Schneider | 0-3 | PO | 0-4  |
| Warteres Samurgaszew | Wołodymyr Szaćkych   | 3-0 | PO | 4-0  |
| Mohammad Babulfath   | Warteres Samurgaszew | 0-3 | PO | 0-9  |
| Konstantin Schneider | Wołodymyr Szaćkych   | 4-0 | TF | 3:25 |
| Mohammad Babulfath   | Wołodymyr Szaćkych   | 0-4 | PA |      |
| Konstantin Schneider | Warteres Samurgaszew | 1-3 | PP | 3-8  |

### Grupa 6
| Miejsce | Zawodnik                  | Kraj        | W | P | CP | TP |
| ------- | ------------------------- | ----------- | - | - | -- | -- |
| 1       | Aleksandre Dochturiszwili | Uzbekistan  | 3 | 0 | 9  | 16 |
| 2       | Tamás Berzicza            | Węgry       | 2 | 1 | 8  | 5  |
| 3       | Aleksios Kolitsopulos     | Grecja      | 1 | 2 | 4  | 6  |
| 4       | Vüqar Aslanov             | Azerbejdżan | 0 | 3 | 1  | 2  |

| Zapaśnik 1                | Zapaśnik 2                | CP  |    | TP  |
| ------------------------- | ------------------------- | --- | -- | --- |
| Vüqar Aslanov             | Aleksios Kolitsopulos     | 1-3 | PP | 2-2 |
| Aleksandre Dochturiszwili | Tamás Berzicza            | 3-1 | PP | 4-2 |
| Vüqar Aslanov             | Aleksandre Dochturiszwili | 0-3 | PO | 0-4 |
| Aleksios Kolitsopulos     | Tamás Berzicza            | 0-3 | PO | 0-3 |
| Vüqar Aslanov             | Tamás Berzicza            | 0-4 | PA |     |
| Aleksios Kolitsopulos     | Aleksandre Dochturiszwili | 1-3 | PP | 4-8 |

### Runda finałowa[3]
|  | Ćwierćfinały         | Ćwierćfinały         | Ćwierćfinały |  |  | Półfinały                 | Półfinały                 | Półfinały                 |   |                      | Finał                 | Finał                 | Finał                 |
|  |                      |                      |              |  |  |                           |                           |                           |   |                      |                       |                       |                       |
|  | Filiberto Ascuy      | Filiberto Ascuy      | 1            |  |  |                           |                           |                           |   |                      |                       |                       |                       |
|  | Marko Yli-Hannuksela | Marko Yli-Hannuksela | 3            |  |  | Marko Yli-Hannuksela      | Marko Yli-Hannuksela      | 3                         |   |                      |                       |                       |                       |
|  | Reto Bucher          | Reto Bucher          | 3            |  |  | Reto Bucher               | Reto Bucher               | 0                         |   |                      |                       |                       |                       |
|  | Danił Chalimow       | Danił Chalimow       | 0            |  |  |                           |                           |                           |   | Marko Yli-Hannuksela | Marko Yli-Hannuksela  | 1                     |                       |
|  |                      |                      |              |  |  |                           | Aleksandre Dochturiszwili | Aleksandre Dochturiszwili | 4 |                      |                       |                       |                       |
|  |                      |                      |              |  |  | Warteres Samurgaszew      | Warteres Samurgaszew      | 2                         |   |                      |                       |                       |                       |
|  |                      |                      |              |  |  | Aleksandre Dochturiszwili | Aleksandre Dochturiszwili | 5                         |   |                      | Walka o brązowy medal | Walka o brązowy medal | Walka o brązowy medal |
|  |                      |                      |              |  |  |                           |                           |                           |   |                      |                       |                       |                       |
|  |                      |                      |              |  |  |                           |                           |                           |   |                      | Reto Bucher           | Reto Bucher           | 0                     |
|  |                      |                      |              |  |  |                           |                           |                           |   |                      | Warteres Samurgaszew  | Warteres Samurgaszew  | 10                    |

|  |                 |                |    |
|  | o 5 miejsce     |                |    |
|  |                 |                |    |
|  |                 |                |    |
|  |                 |                |    |
|  | Filiberto Ascuy |                |    |
|  |                 |                |    |
|  | Danił Chalimow  | Danił Chalimow | WO |
|  | Danił Chalimow  | Danił Chalimow | WO |
|  |                 |                |    |